# Mörtschach
Mörtschach – gmina w Austrii, w kraju związkowym Karyntia, w powiecie Spittal an der Drau. Według danych Austriackiego Urzędu Statystycznego liczyła 795 mieszkańców (1 stycznia 2015 roku).